# Walther Siegfried
Walther Siegfried (* 20. März 1858 in Zofingen, Kanton Aargau; † 1. November 1947 in Garmisch-Partenkirchen) war ein Schweizer Dichter und Schriftsteller.

## Leben und Werk
Siegfrieds Vorfahren lebten seit dem Ende des 15. Jahrhunderts in Zofingen. Sein Vater war Samuel Friedrich (1809–1882) der Oberst, Gemeindeammann und Landammann des Kantons Aargau sowie erster Direktor der Schweizerischen Centralbahn war. Siegfrieds Mutter Rosina Sophie Mathilde, geborene Suter, war die Tochter eines Seidenfabrikanten.
In Basel absolvierte Siegfried von 1876 bis 1880 eine kaufmännische Lehre. Von 1880 bis 1882 war er als Kaufmann und Bankangestellter in Paris und von 1882 bis 1886 als Musterzeichner einer Seidenstickereifabrik in St. Gallen tätig. Es folgten Reisen nach Mittel- und Norddeutschland, Italien und Frankreich.
Als freier Schriftsteller lebte Siegfried von 1886 bis 1890 in München und verkehrte in der Künstlergesellschaft Allotria um die beiden Schweizer Maler Adolf Stäbli und Otto Frölicher. Zu Siegfrieds Bekanntenkreis gehörten u. a. Paul Heyse, Fritz Müller-Partenkirchen, Ernst Kreidolf, Franz von Lenbach, Otto Hildebrandt, Hermann Levi, Hans von Bülow, Richard Strauss, Karl Scheidemantel, Cosima Wagner und Hermine Wagner. Siegfrieds erstes Buch Tino Moralt erschien 1889 und wurde von den Zeitgenossen als Künstlerroman in der Nachfolge Gottfried Kellers gefeiert.
Siegfried heiratete 1890 Helene Aichele. Nachdem sie ihre Familie verliess und nach Berlin übersiedelte, wurde die Ehe 1900 geschieden. Zusammen hatten sie die Töchter Helene (1895–1918), die als freiwillige Rotkreuzschwester im Vereinslazarett Frohnau bei Berlin an der Grippe verstarb, und Margot (1899–1988). Die Briefe und Aufzeichnungen von seiner Tochter Helene gab Siegfried 1922 in einem Erinnerungsheft mit dem Title Eine Schwester vom Roten Kreuz heraus. Von der Schweizerischen Schillerstiftung erhielt Siegfried für sein Gesamtwerk 1924 den Grossen Schillerpreis. 1929 wurde Siegfried die Ehrengabe der Johannes-Fastenrath-Stiftung Köln verliehen.
Siegfried lebte von 1890 bis 1906 in Partenkirchen, bis 1913 in Wildegg und bis zu seinem Tod wieder in Partenkirchen. Garmisch-Partenkirchen verlieh Siegfried das Ehrenbürgerrecht. Siegfried glaubte bis 1945 an den Endsieg Hitlers.